# Волл (Пенсільванія)
Волл (англ. Wall) — місто (англ. borough) в США, в окрузі Аллегені штату Пенсільванія. Населення — 519 осіб (2020).

## Географія
Волл розташований за координатами 40°23′30″ пн. ш. 79°47′9″ зх. д. / 40.39167° пн. ш. 79.78583° зх. д. (40.391595, -79.785856).  За даними Бюро перепису населення США в 2010 році місто мало площу 1,13 км², уся площа — суходіл.

## Демографія
Згідно з переписом 2010 року, у селищі мешкало 580 осіб у 259 домогосподарствах у складі 143 родин. Густота населення становила 512 осіб/км².  Було 334 помешкання (295/км²).
Расовий склад населення:
| - 89,8 % — білих - 7,1 % — чорних або афроамериканців - 0,5 % — азіатів |

До двох чи більше рас належало 2,6 %. Частка іспаномовних становила 1,0 % від усіх жителів.
За віковим діапазоном населення розподілялося таким чином: 22,1 % — особи молодші 18 років, 61,5 % — особи у віці 18—64 років, 16,4 % — особи у віці 65 років та старші. Медіана віку мешканця становила 40,9 року. На 100 осіб жіночої статі у селищі припадало 93,3 чоловіків;  на 100 жінок у віці від 18 років та старших — 87,6 чоловіків також старших 18 років.
Середній дохід на одне домашнє господарство  становив 51 852 долари США (медіана — 50 052), а середній дохід на одну сім'ю — 53 222 долари (медіана — 51 019). За межею бідності перебувало 17,0 % осіб, у тому числі 20,8 % дітей у віці до 18 років та 10,8 % осіб у віці 65 років та старших.
Цивільне працевлаштоване населення становило 393 особи. Основні галузі зайнятості: роздрібна торгівля — 20,1 %, освіта, охорона здоров'я та соціальна допомога — 16,5 %, оптова торгівля — 10,2 %, мистецтво, розваги та відпочинок — 9,2 %.